# Ópera Estatal de Berlim

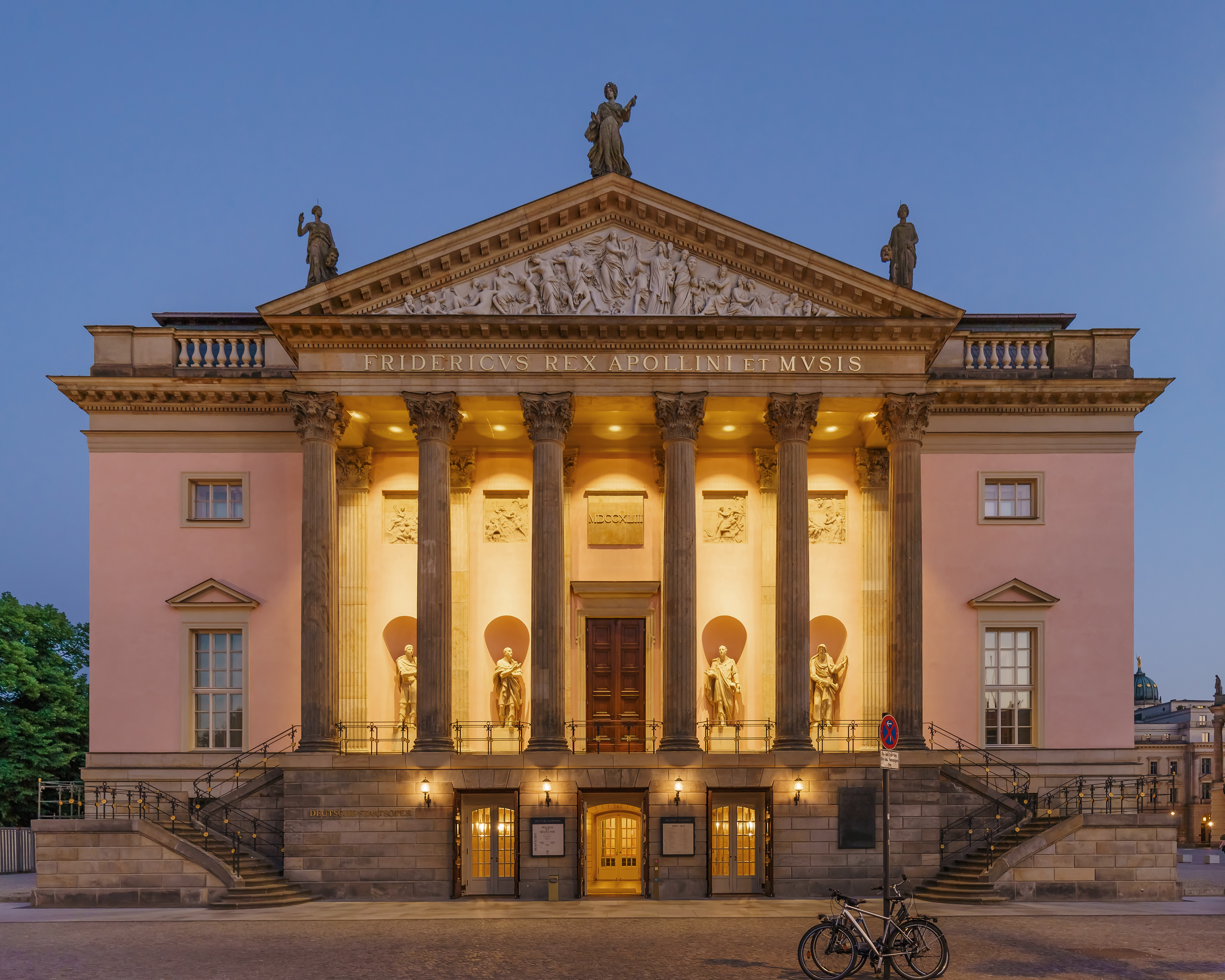
Sede da Ópera Estatal de Berlim na avenida Unter den Linden, na capital alemã, 2018.

A Ópera Estatal de Berlim (em alemão: Staatsoper Unter den Linden, ou ainda Berliner Staatsoper Unter den Linden; em inglês: Berlin State Opera) é uma famosa companhia de ópera alemã. Sua sede permanente é a casa de ópera na avenida Unter den Linden, em Berlim.
O atual diretor da companhia é o maestro argentino Daniel Barenboim e a sua orquestra é a Staatskapelle Berlin.

## História
Frederick II encomendou um edifício, então todos os trabalhos começaram em Julho de 1741, o que foi a primeira parte do "Fórum Fredericianum". Embora não estivesse totalmente concluída, o Court Opera foi inaugurado com uma performance de Cleopatra e Cesare, de Carl Heinrich Graun, no dia 7 de Dezembro de 1742. Esse evento marcou o início dos 250 anos de sucesso da cooperação entre a Ópera Estatal de Berlim com a Orquestra Estatal de Berlim. Em 1842, Gottfried Wilhelm Tauber instituiu a tradição de concertos regulares sinfônicos. No mesmo ano, Giacomo Meyerbeer conseguiu que Gaspare Spontini se tornasse diretor musical geral. Felix Mendelssohn também realizou concerto nesse ano.
Em 18 de Agosto de 1843, a casa de ópera foi destruída pelo fogo. Um novo prédio, projetado pelo arquiteto Carl Ferdinand Langhans, conhecido como Casa de Ópera Real (Königliches Opernhaus), foi inaugurada com uma performance de Ein Feldlanger in Schlesien, de Meyerbeer.
Em 1821, a Ópera de Berlim executou a estreia de Der Freischütz, de Weber. Em 1849, ele estreou Die Lustigen Weiber von Windsor de Otto Nicolai, conduzida pelo próprio compositor.
No final do século XIX e no início do século XX, a Ópera Real da Corte, atraiu ilustres maestros, incluindo Felix von Weingartner, Karl Muck, Richard Strauss e Leo Blech.
Após o colapso do Império Alemão (II Reich) em 1918, a ópera foi renomeada como Ópera Estatal de Berlim - Staatsoper Berlin. Na década de 1920, Wilhelm Furtwängler, Erich Kleiber, Otto Klemperer, Alexander von Zemlinsky, Bruno Walter foram maestros. Em 1925, Erich Kleiber executou a estreia de Wozzeck, de Alban Berg.
Depois de ter sofrido uma extensa renovação, a Ópera reabriu em 1928 com uma nova produção de Die Zauberflöte. No mesmo ano, o famoso baixo russo Feodor Chaliapin e o Balé Russo de Serge Diaghilev, sob a batuta do maestro Ernest Ansermet, apresentaram-se na companhia. Em 1930, Erich Kleiber conduziu a estreia de Christoph Columbus, de Darius Milhaud. Entretanto, em 1934, quando Kleiber executava a ópera Lulu, de Alban Berg, os nazistas promoveram um escândalo e foçaram o maestro a exilar-se.
Com o início do governo Nazi, em 1933, os funcionários e artistas judeus foram demitidos da companhia, bem como outros alemães descontentes com o regime foram exilados, incluindo os maestros Otto Klemperer e Fritz Busch. Durante o Terceiro Reich, Robert Heger, Herbert von Karajan e Johannes Schüler foram os maestros da companhia.
- 1938, Werner Egk conduziu a primeira noite da sua ópera Peer Gynt em 24 de Novembro. Herbert von Karajan executa Die Zauberflöte (Mozart) no dia 18 de Dezembro. Karajan continuou como diretor musical entre 1941 e 1945.
- 1939, Karajan conduziu Die Bürger von Calais, de Rudolf Wagner-Régenys.
- 1940, no dia 21 de Outubro, Karajan conduziu um concerto sinfônico com a Orquestra Estatal de Berlim na Velha Filarmônica.
- 1942, a Lindenoper foi reaberta depois de ser bombardeada, com uma interpretação de Meistersinger von Nürnberg (Richard Wagner) conduzida por Wilhelm Futwängler.
- 1944, a ópera foi fechada. A última performance foi Le Nozze di Figaro (Mozart) conduzido por Johannes Schüler no dia 31 de Agosto.

Com a destruição da cidade pelos frequentes bombardeios dos aliados, e a dura batalha de tomada da cidade pelos soviéticos, o teatro ficou arruinado. De meados de 1945 a 1946, a antes chique avenida Unter den Linden, considerada a Champs-Élysées da Alemanha, passou por grande abandono, sendo vistas, até mesmo, vacas pastando em frente ao teatro. A segunda reconstrução levou um longo período. Com a ruína do teatro, a companhia se mudou para o Admiralspalast (atual Metropoltheater). Depois, em 1949, a companhia atuou como ópera estatal da República Democrática Alemã. A casa foi reaberta em 1955, com Die Meistersinger von Nürnberg, de Wagner.
Com a divisão da cidade, o público do lado comunista perdeu a Deutsche Oper. Assim, durante o regime comunista, a Staatsoper passou a ser a companhia de ópera oficial da cidade, mas dividia público com a Komisch Oper.
Somente após a reunificação da Alemanha em 1990, a velha ópera da corte prussiana passou a receber fundos financeiros do governo unificado e pôde contratar, em 1992, o argentino Daniel Barenboim como diretor musical, fato este que deu grande estímulo à retomada artística da companhia. Em 2000, a orquestra elegeu Barenboim como maestro vitalício. Durante 2002, ele conduziu o ciclo de Wagner em dez partes.
A partir de setembro de 2010, o velho teatro na Unter den Linden iniciou uma grande reforma (o que não ocorria desde a reabertura em 1955), ao custo de 232 milhões de Euros, com a duração de 3 anos. Durante este período, a companhia se apresentou no Schillertheater, localizado em Charlottenburg.

## Diretores musicais

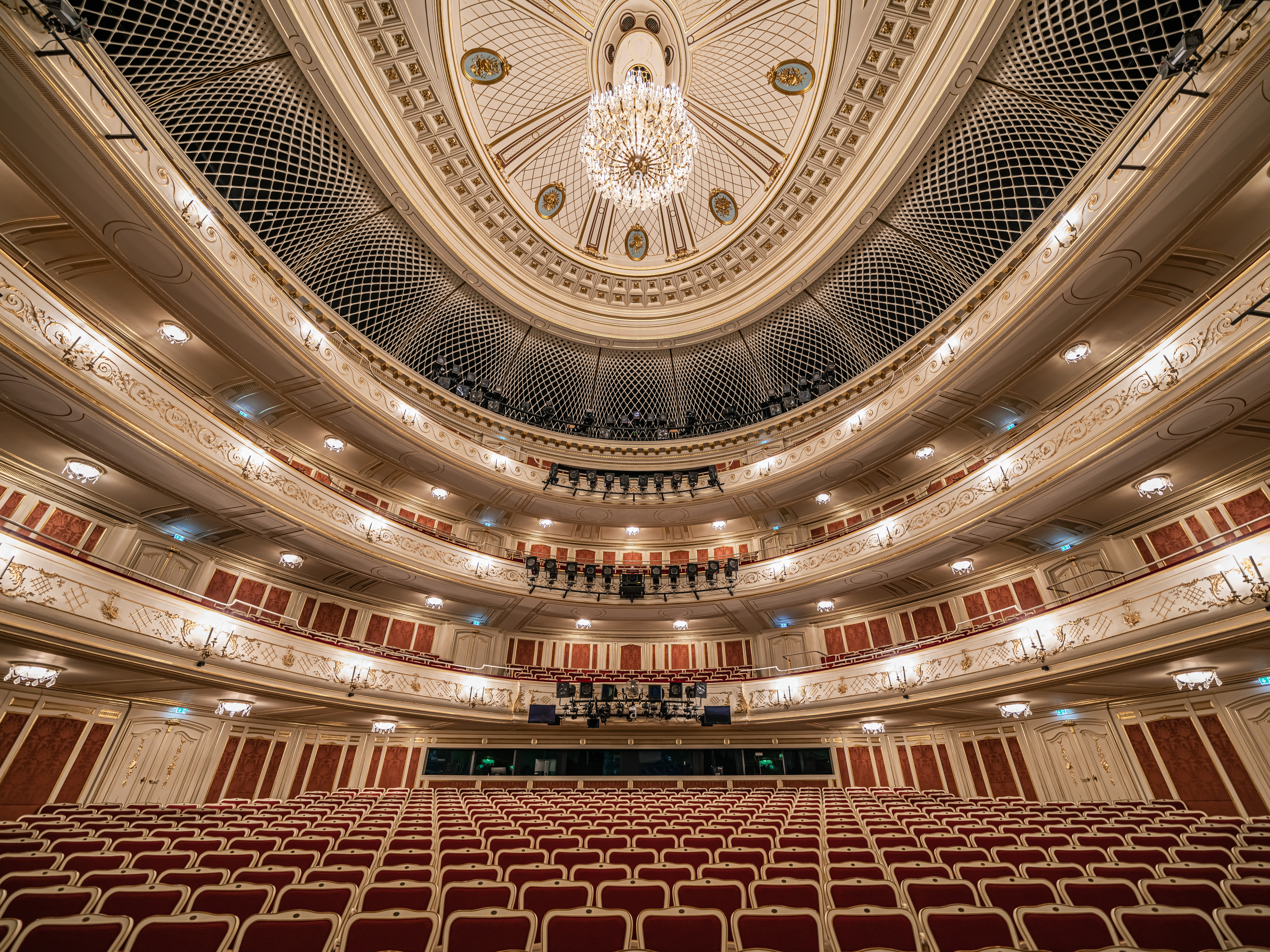
Staatsoper 2021

- 1759-1775 Johann Friedrich Agricola
- 1775-1794 Johann Friedrich Reichardt
- 1816-1820 Bernhard Anselm Weber
- 1820-1841 Gaspare Spontini
- 1842-1846 Giacomo Meyerbeer
- 1848-1849 Otto Nicolai
- 1871-1887 Robert Radecke
- 1888-1899 Joseph Sucher
- 1899-1913 Richard Strauss
- 1913-1920 Leo Blech
- 1923-1934 Erich Kleiber
- 1935-1936 Clemens Krauss
- 1941-1945 Herbert von Karajan
- 1948-1951 Joseph Keilberth
- 1954-1955 Erich Kleiber
- 1955-1962 Franz Konwitschny
- 1964-1990 Otmar Suitner
- 1992-2023 Daniel Barenboim
- 2024-Pres. Christian Thielemann